# Jef Van Gool
Jozef (Jef) Van Gool (Essen, 27 april 1935 – aldaar, 21 januari 2022) was een Belgisch voetballer die speelde als aanvaller. Hij speelde lange tijd in eerste klasse bij Antwerp FC en werd in 1958 Belgisch topschutter.
Van Gool debuteerde in oktober 1954 bij Antwerp in het eerste elftal in een wedstrijd voor de Beker van België die de club dat seizoen uiteindelijk ook zou winnen. Vanaf het seizoen 1955/56 werd hij een vaste waarde in de ploeg en speelde er 11 seizoenen op het hoogste niveau. Antwerp FC beleefde zijn topperiode en werd landskampioen in 1957 en tweede in 1956, 1958 en 1963. In totaal speelde Van Gool 249 wedstrijden in de eerste klasse en maakte hierin 123 doelpunten.
In 1966 ging Van Gool naar derdeklasser RAEC Mons en bleef er vier seizoenen voetballen. Hij werd tweemaal topschutter in de derde klasse. In 1970 verkreeg Van Gool een vrije transfer en ging nog drie seizoenen voetballen bij Sparta Linkeroever FC dat uitkwam in de provinciale afdelingen.